# Copa Roca 1940
La Copa Roca de 1940 fue un torneo amistoso de fútbol disputado entre la selección brasileña y selección argentina del 5 al 17 de marzo de 1940. El torneo fue organizado por Argentina y ganado por este país. 
El dominio de Argentina en la competición fue impresionante, con dos contundentes victorias sobre Brasil. Durante el torneo se produjo la mayor derrota sufrida por Brasil frente a Argentina en la historia del partido. 

## Reglamento
El reglamento preveía dos partidos; el equipo con más victorias sería coronado campeón. Como los dos partidos terminaron con una victoria para cada equipo, se jugó un tercer partido de desempate. A diferencia de la edición de 1939, esta vez todos los partidos se disputaron en Argentina.

## Partido
La edición de 1940 de la Copa Rocca tuvo lugar una semana después del torneo de 1939, que Argentina ganó fácilmente en Brasil. Hugo Marini, periodista argentino de Crítica, bromeó: "Si perdieron en São Paulo, ¿qué pueden hacer los brasileños aquí?". Antes del partido, Leônidas da Silva dijo que había sufrido una lesión mientras practicaba "la bicicleta" en el entrenamiento y no jugó en el primer partido. Era el debut de Jair Rosa Pinto con la camiseta de Brasil.
Los argentinos ganaron el primer partido por 6-1. Herminio Masantonio robó a Zarzur y disparó dos veces para abrir el marcador. 1 a 0. Enrique "Chueco" García centró y Carlos Peucelle añadió un segundo. 2 a 0. García centró, Sastre la puso para que Peucelle marcara el tercero. Jair da Rosa Pinto marcó el 3-1 de falta. Sastre regatea a Florindo y pasa a Peucelle. 4 a 1. García pasa a Baldonedo para marcar el quinto. Peruca pasó a Masantonio, que regateó a Zarzur y marcó el sexto.
Los brasileños se recuperaron en el segundo partido, disputado la semana siguiente. Leónidas estiró al Hércules en "condiciones magníficas". 0 a 1. Según O Globo Sportivo, Jair y Romeu volvieron a marcar desde la mediapunta y la defensa mejoró "al cien por cien" con Norival sustituyendo a Jahu. El diario argentino A Crítica llegó a sugerir que Romeu debería jugar siempre por la banda. Peucelle sacó un córner y Baldonedo empató de volea. 1 a 1. Peucelle disparó y Zezé Procópio interceptó con el brazo. Masantonio y Baldonedo discutieron sobre quién lanzaría el penalti. El capitán Arico Suárez recogió el balón y lanzó el penalti a la línea de córner, al parecer fallándolo a propósito enfadado con sus compañeros. Los aficionados argentinos abuchearon. Moreno pasa a Baldonedo. 2-1. Lopes centró y el Hércules empató. 2-2. Jair pasa a Leónidas, que decantó el partido a favor de Brasil. 2-3.
El tercer partido tuvo lugar una semana después, otro domingo en Avellaneda, con victoria argentina por 5-1. García centró y Baldonedo abrió el marcador. Jair asistió a Leónidas, que desperdició una clara ocasión de gol que no solía fallar. Sastre centró y Masantonio marcó el segundo. El guardameta Jurandyr culpó al sol de no poder ver los balones altos que le lanzaban. Brasil intentó repetir la táctica de emplear a Romeu en la banda derecha, como un "cuarto mediapunta", pero se vio desconcertado por los cambios de posición de García, Peucelle y Sastre. García centró, Norival desvió y Peucelle se coló para marcar el tercero. 3-0 en el minuto 22. Lopes centró y Leonidas remató a puerta para hacer el 3-1. 3 a 1. Masantonio pasa a Baldonedo. 4 a 1. Baldonedo y García se asocian, Baldonedo encuentra a Cassan para redondear la goleada. 5 a 1.

## Resultado
| 1     | POR   | Sebastián Gualco        |  |
|       | DEF   | Víctor Valussi          |  |
|       | DEF   | José Salomón            |  |
|       | DEF   | Antonio Sastre          |  |
|       | MED   | Ángel Perucca           |  |
|       | MED   | Carlos Peucelle         |  |
|       | MED   | Enrique "Chueco" García |  |
|       | MED   | Manuel Aragüez          |  |
|       | DEL   | Pedro Suárez            |  |
|       | DEL   | Herminio Masantonio     |  |
|       | DEL   | Emilio Baldonedo        |  |
| D. T. | D. T. | Guillermo Stábile       |  |

| 1     | POR   | Aymoré Moreira    |  |
|       | DEF   | Jaú               |  |
|       | DEF   | Florindo          |  |
|       | MED   | Romeu Pellicciari |  |
|       | MED   | Zezé Procópio     |  |
|       | MED   | Argemiro          |  |
|       | DEL   | Zarzur            |  |
|       | DEL   | Carvalho Leite    |  |
|       | DEL   | Carreiro          |  |
|       | DEL   | Jair              |  |
|       | DEL   | Lopes             |  |
| D. T. | D. T. | Chico Netto       |  |

| 03'; 32'; 57'; 79'; 80'; 86' | Domingo Tarasconi; Carlos Peucelle; Emilio Baldonedo | 2:0 |

| 70' | Jair Rosa Pinto | 6:1 |

| 1     | POR   | Sebastián Gualco        |  |
|       | DEF   | Víctor Valussi          |  |
|       | DEF   | José Salomón            |  |
|       | DEF   | Antonio Sastre          |  |
|       | MED   | Ángel Perucca           |  |
|       | MED   | Carlos Peucelle         |  |
|       | MED   | Enrique "Chueco" García |  |
|       | MED   | Manuel Aragüez          |  |
|       | DEL   | Pedro Suárez            |  |
|       | DEL   | Herminio Masantonio     |  |
|       | DEL   | Emilio Baldonedo        |  |
| D. T. | D. T. | Guillermo Stábile       |  |

| 1     | POR   | Aymoré Moreira    |  |
|       | DEF   | Jaú               |  |
|       | DEF   | Florindo          |  |
|       | MED   | Romeu Pellicciari |  |
|       | MED   | Zezé Procópio     |  |
|       | MED   | Argemiro          |  |
|       | DEL   | Zarzur            |  |
|       | DEL   | Carvalho Leite    |  |
|       | DEL   | Carreiro          |  |
|       | DEL   | Jair              |  |
|       | DEL   | Lopes             |  |
| D. T. | D. T. | Chico Netto       |  |

| 03'; 32'; 57'; 79'; 80'; 86' | Domingo Tarasconi; Carlos Peucelle; Emilio Baldonedo | 2:0 |

| 70' | Jair Rosa Pinto | 6:1 |

| 1     | POR   | Sebastián Gualco        |  |
|       | DEF   | Víctor Valussi          |  |
|       | DEF   | José Salomón            |  |
|       | DEF   | Antonio Sastre          |  |
|       | MED   | Ángel Perucca           |  |
|       | MED   | Carlos Peucelle         |  |
|       | MED   | Enrique "Chueco" García |  |
|       | MED   | Manuel Aragüez          |  |
|       | DEL   | Pedro Suárez            |  |
|       | DEL   | Herminio Masantonio     |  |
|       | DEL   | Emilio Baldonedo        |  |
| D. T. | D. T. | Guillermo Stábile       |  |

| 1     | POR   | Aymoré Moreira    |  |
|       | DEF   | Jaú               |  |
|       | DEF   | Florindo          |  |
|       | MED   | Romeu Pellicciari |  |
|       | MED   | Zezé Procópio     |  |
|       | MED   | Argemiro          |  |
|       | DEL   | Zarzur            |  |
|       | DEL   | Carvalho Leite    |  |
|       | DEL   | Carreiro          |  |
|       | DEL   | Jair              |  |
|       | DEL   | Lopes             |  |
| D. T. | D. T. | Chico Netto       |  |

| 03'; 32'; 57'; 79'; 80'; 86' | Domingo Tarasconi; Carlos Peucelle; Emilio Baldonedo | 2:0 |

| 70' | Jair Rosa Pinto | 6:1 |

| 1     | POR   | Sebastián Gualco        |  |
|       | DEF   | Víctor Valussi          |  |
|       | DEF   | José Salomón            |  |
|       | DEF   | Antonio Sastre          |  |
|       | MED   | Ángel Perucca           |  |
|       | MED   | Carlos Peucelle         |  |
|       | MED   | Enrique "Chueco" García |  |
|       | MED   | Manuel Aragüez          |  |
|       | DEL   | Pedro Suárez            |  |
|       | DEL   | Herminio Masantonio     |  |
|       | DEL   | Emilio Baldonedo        |  |
| D. T. | D. T. | Guillermo Stábile       |  |

| 1     | POR   | Aymoré Moreira    |  |
|       | DEF   | Jaú               |  |
|       | DEF   | Florindo          |  |
|       | MED   | Romeu Pellicciari |  |
|       | MED   | Zezé Procópio     |  |
|       | MED   | Argemiro          |  |
|       | DEL   | Zarzur            |  |
|       | DEL   | Carvalho Leite    |  |
|       | DEL   | Carreiro          |  |
|       | DEL   | Jair              |  |
|       | DEL   | Lopes             |  |
| D. T. | D. T. | Chico Netto       |  |

| 03'; 32'; 57'; 79'; 80'; 86' | Domingo Tarasconi; Carlos Peucelle; Emilio Baldonedo | 2:0 |

| 70' | Jair Rosa Pinto | 6:1 |

| 1     | POR   | Sebastián Gualco        |  |
|       | DEF   | Víctor Valussi          |  |
|       | DEF   | José Salomón            |  |
|       | DEF   | José Manuel Moreno      |  |
|       | MED   | Ángel Perucca           |  |
|       | MED   | Carlos Peucelle         |  |
|       | MED   | Enrique "Chueco" García |  |
|       | MED   | Manuel Aragüez          |  |
|       | DEL   | Pedro Suárez            |  |
|       | DEL   | Herminio Masantonio     |  |
|       | DEL   | Emilio Baldonedo        |  |
| D. T. | D. T. | Guillermo Stábile       |  |

| 1     | POR   | Nascimento          |  |
|       | DEF   | Norival             |  |
|       | DEF   | Florindo            |  |
|       | MED   | Romeu Pellicciari   |  |
|       | MED   | Zezé Procópio       |  |
|       | MED   | Argemiro            |  |
|       | DEL   | Zarzur              |  |
|       | DEL   | Carvalho Leite      |  |
|       | DEL   | Leônidas da Silva   |  |
|       | DEL   | Jair Rosa Pinto     |  |
|       | DEL   | Hércules de Miranda |  |
| D. T. | D. T. | Chico Netto         |  |

| 28'; 53'; | Emilio Baldonedo | 2:3 |

| 01'; 69'; 77' | Hércules de Miranda; Leônidas da Silva | 2:3 |

| 1     | POR   | Sebastián Gualco        |  |
|       | DEF   | Víctor Valussi          |  |
|       | DEF   | José Salomón            |  |
|       | DEF   | José Manuel Moreno      |  |
|       | MED   | Ángel Perucca           |  |
|       | MED   | Carlos Peucelle         |  |
|       | MED   | Enrique "Chueco" García |  |
|       | MED   | Manuel Aragüez          |  |
|       | DEL   | Pedro Suárez            |  |
|       | DEL   | Herminio Masantonio     |  |
|       | DEL   | Emilio Baldonedo        |  |
| D. T. | D. T. | Guillermo Stábile       |  |

| 1     | POR   | Nascimento          |  |
|       | DEF   | Norival             |  |
|       | DEF   | Florindo            |  |
|       | MED   | Romeu Pellicciari   |  |
|       | MED   | Zezé Procópio       |  |
|       | MED   | Argemiro            |  |
|       | DEL   | Zarzur              |  |
|       | DEL   | Carvalho Leite      |  |
|       | DEL   | Leônidas da Silva   |  |
|       | DEL   | Jair Rosa Pinto     |  |
|       | DEL   | Hércules de Miranda |  |
| D. T. | D. T. | Chico Netto         |  |

| 28'; 53'; | Emilio Baldonedo | 2:3 |

| 01'; 69'; 77' | Hércules de Miranda; Leônidas da Silva | 2:3 |

| 1     | POR   | Sebastián Gualco        |  |
|       | DEF   | Víctor Valussi          |  |
|       | DEF   | José Salomón            |  |
|       | DEF   | José Manuel Moreno      |  |
|       | MED   | Ángel Perucca           |  |
|       | MED   | Carlos Peucelle         |  |
|       | MED   | Enrique "Chueco" García |  |
|       | MED   | Manuel Aragüez          |  |
|       | DEL   | Pedro Suárez            |  |
|       | DEL   | Herminio Masantonio     |  |
|       | DEL   | Emilio Baldonedo        |  |
| D. T. | D. T. | Guillermo Stábile       |  |

| 1     | POR   | Nascimento          |  |
|       | DEF   | Norival             |  |
|       | DEF   | Florindo            |  |
|       | MED   | Romeu Pellicciari   |  |
|       | MED   | Zezé Procópio       |  |
|       | MED   | Argemiro            |  |
|       | DEL   | Zarzur              |  |
|       | DEL   | Carvalho Leite      |  |
|       | DEL   | Leônidas da Silva   |  |
|       | DEL   | Jair Rosa Pinto     |  |
|       | DEL   | Hércules de Miranda |  |
| D. T. | D. T. | Chico Netto         |  |

| 28'; 53'; | Emilio Baldonedo | 2:3 |

| 01'; 69'; 77' | Hércules de Miranda; Leônidas da Silva | 2:3 |

| 1     | POR   | Sebastián Gualco        |  |
|       | DEF   | Víctor Valussi          |  |
|       | DEF   | José Salomón            |  |
|       | DEF   | José Manuel Moreno      |  |
|       | MED   | Ángel Perucca           |  |
|       | MED   | Carlos Peucelle         |  |
|       | MED   | Enrique "Chueco" García |  |
|       | MED   | Manuel Aragüez          |  |
|       | DEL   | Pedro Suárez            |  |
|       | DEL   | Herminio Masantonio     |  |
|       | DEL   | Emilio Baldonedo        |  |
| D. T. | D. T. | Guillermo Stábile       |  |

| 1     | POR   | Nascimento          |  |
|       | DEF   | Norival             |  |
|       | DEF   | Florindo            |  |
|       | MED   | Romeu Pellicciari   |  |
|       | MED   | Zezé Procópio       |  |
|       | MED   | Argemiro            |  |
|       | DEL   | Zarzur              |  |
|       | DEL   | Carvalho Leite      |  |
|       | DEL   | Leônidas da Silva   |  |
|       | DEL   | Jair Rosa Pinto     |  |
|       | DEL   | Hércules de Miranda |  |
| D. T. | D. T. | Chico Netto         |  |

| 28'; 53'; | Emilio Baldonedo | 2:3 |

| 01'; 69'; 77' | Hércules de Miranda; Leônidas da Silva | 2:3 |

| Bandera de Argentina |
| Campeón Argentina    |
| 1.er título          |

| 1     | POR   | Sebastián Gualco        |  |
|       | DEF   | Víctor Valussi          |  |
|       | DEF   | José Salomón            |  |
|       | DEF   | Antonio Sastre          |  |
|       | MED   | Raúl Leguizamón         |  |
|       | MED   | Carlos Peucelle         |  |
|       | MED   | Enrique "Chueco" García |  |
|       | MED   | Manuel Aragüez          |  |
|       | DEL   | Pedro Suárez            |  |
|       | DEL   | Herminio Masantonio     |  |
|       | DEL   | Emilio Baldonedo        |  |
| D. T. | D. T. | Guillermo Stábile       |  |

| 1     | POR   | Jurandyr          |  |
|       | DEF   | Norival           |  |
|       | DEF   | Florindo          |  |
|       | MED   | Romeu Pellicciari |  |
|       | MED   | Zezé Procópio     |  |
|       | MED   | Argemiro          |  |
|       | DEL   | Zarzur            |  |
|       | DEL   | Carreiro          |  |
|       | DEL   | Leônidas da Silva |  |
|       | DEL   | Jair Rosa Pinto   |  |
|       | DEL   | Lopes             |  |
| D. T. | D. T. | Chico Netto       |  |

| 09'; 22'; 28'; 41'; 86'; | Emilio Baldonedo | 2:3 |

| 38'; | Leônidas da Silva | 2:3 |

| 1     | POR   | Sebastián Gualco        |  |
|       | DEF   | Víctor Valussi          |  |
|       | DEF   | José Salomón            |  |
|       | DEF   | Antonio Sastre          |  |
|       | MED   | Raúl Leguizamón         |  |
|       | MED   | Carlos Peucelle         |  |
|       | MED   | Enrique "Chueco" García |  |
|       | MED   | Manuel Aragüez          |  |
|       | DEL   | Pedro Suárez            |  |
|       | DEL   | Herminio Masantonio     |  |
|       | DEL   | Emilio Baldonedo        |  |
| D. T. | D. T. | Guillermo Stábile       |  |

| 1     | POR   | Jurandyr          |  |
|       | DEF   | Norival           |  |
|       | DEF   | Florindo          |  |
|       | MED   | Romeu Pellicciari |  |
|       | MED   | Zezé Procópio     |  |
|       | MED   | Argemiro          |  |
|       | DEL   | Zarzur            |  |
|       | DEL   | Carreiro          |  |
|       | DEL   | Leônidas da Silva |  |
|       | DEL   | Jair Rosa Pinto   |  |
|       | DEL   | Lopes             |  |
| D. T. | D. T. | Chico Netto       |  |

| 09'; 22'; 28'; 41'; 86'; | Emilio Baldonedo | 2:3 |

| 38'; | Leônidas da Silva | 2:3 |

| 1     | POR   | Sebastián Gualco        |  |
|       | DEF   | Víctor Valussi          |  |
|       | DEF   | José Salomón            |  |
|       | DEF   | Antonio Sastre          |  |
|       | MED   | Raúl Leguizamón         |  |
|       | MED   | Carlos Peucelle         |  |
|       | MED   | Enrique "Chueco" García |  |
|       | MED   | Manuel Aragüez          |  |
|       | DEL   | Pedro Suárez            |  |
|       | DEL   | Herminio Masantonio     |  |
|       | DEL   | Emilio Baldonedo        |  |
| D. T. | D. T. | Guillermo Stábile       |  |

| 1     | POR   | Jurandyr          |  |
|       | DEF   | Norival           |  |
|       | DEF   | Florindo          |  |
|       | MED   | Romeu Pellicciari |  |
|       | MED   | Zezé Procópio     |  |
|       | MED   | Argemiro          |  |
|       | DEL   | Zarzur            |  |
|       | DEL   | Carreiro          |  |
|       | DEL   | Leônidas da Silva |  |
|       | DEL   | Jair Rosa Pinto   |  |
|       | DEL   | Lopes             |  |
| D. T. | D. T. | Chico Netto       |  |

| 09'; 22'; 28'; 41'; 86'; | Emilio Baldonedo | 2:3 |

| 38'; | Leônidas da Silva | 2:3 |

| 1     | POR   | Sebastián Gualco        |  |
|       | DEF   | Víctor Valussi          |  |
|       | DEF   | José Salomón            |  |
|       | DEF   | Antonio Sastre          |  |
|       | MED   | Raúl Leguizamón         |  |
|       | MED   | Carlos Peucelle         |  |
|       | MED   | Enrique "Chueco" García |  |
|       | MED   | Manuel Aragüez          |  |
|       | DEL   | Pedro Suárez            |  |
|       | DEL   | Herminio Masantonio     |  |
|       | DEL   | Emilio Baldonedo        |  |
| D. T. | D. T. | Guillermo Stábile       |  |

| 1     | POR   | Jurandyr          |  |
|       | DEF   | Norival           |  |
|       | DEF   | Florindo          |  |
|       | MED   | Romeu Pellicciari |  |
|       | MED   | Zezé Procópio     |  |
|       | MED   | Argemiro          |  |
|       | DEL   | Zarzur            |  |
|       | DEL   | Carreiro          |  |
|       | DEL   | Leônidas da Silva |  |
|       | DEL   | Jair Rosa Pinto   |  |
|       | DEL   | Lopes             |  |
| D. T. | D. T. | Chico Netto       |  |

| 09'; 22'; 28'; 41'; 86'; | Emilio Baldonedo | 2:3 |

| 38'; | Leônidas da Silva | 2:3 |

| Bandera de Argentina |
| Campeón Argentina    |
| 3.er título          |

## Goles
| Futbolista          | Selección | Goles |
| ------------------- | --------- | ----- |
| Emilio Baldonedo    | Argentina | 5     |
| Carlos Peucelle     | Argentina | 4     |
| Herminio Masantonio | Argentina | 3     |
| Hércules de Miranda | Brasil    | 2     |
| Leônidas da Silva   | Brasil    | 2     |
| Fabio Cassán        | Argentina | 1     |
| Jair da Rosa Pinto  | Brasil    | 1     |

## Asistentes
| Jugador                 | Selección | Asistente |
| ----------------------- | --------- | --------- |
| Antonio Sastre          | Argentina | 3         |
| Enrique "Chueco" García | Argentina | 3         |
| Lopes                   | Brasil    | 2         |
| Carlos Peucelle         | Argentina | 1         |
| Ángel Perucca           | Argentina | 1         |
| Emilio Baldonedo        | Argentina | 1         |
| José Manuel Moreno      | Argentina | 1         |
| Herminio Masantonio     | Argentina | 1         |
| Jair da Rosa Pinto      | Brasil    | 1         |
| Leônidas da Silva       | Brasil    | 1         |